# Маре Еритреум
Маре Еритреум е много тъмен регион на повърхността на Марс, който може да бъде видян и с малък телескоп. Името му идва от латинското име на Адриатическо море, защото се е смятало, че е голямо море изпълнено с вода. Включено е в картата на Марс през 1985 г. от астронома Пърсивал Лоуел.